# Prunus sibirica
Prunus sibirica är en rosväxtart som beskrevs av Carl von Linné. Prunus sibirica ingår i släktet prunusar, och familjen rosväxter. Utöver nominatformen finns också underarten P. s. pubescens.

## Bildgalleri

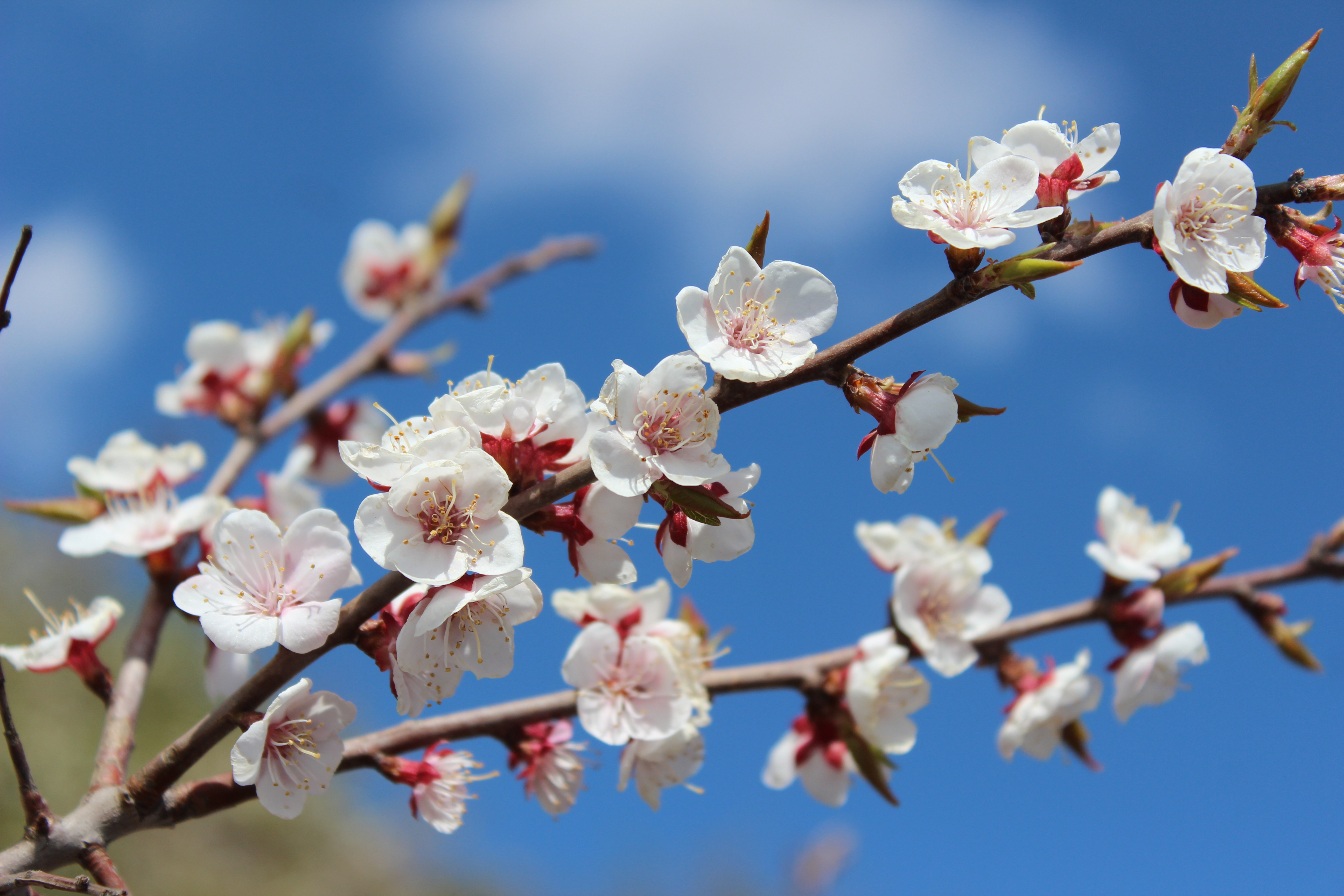
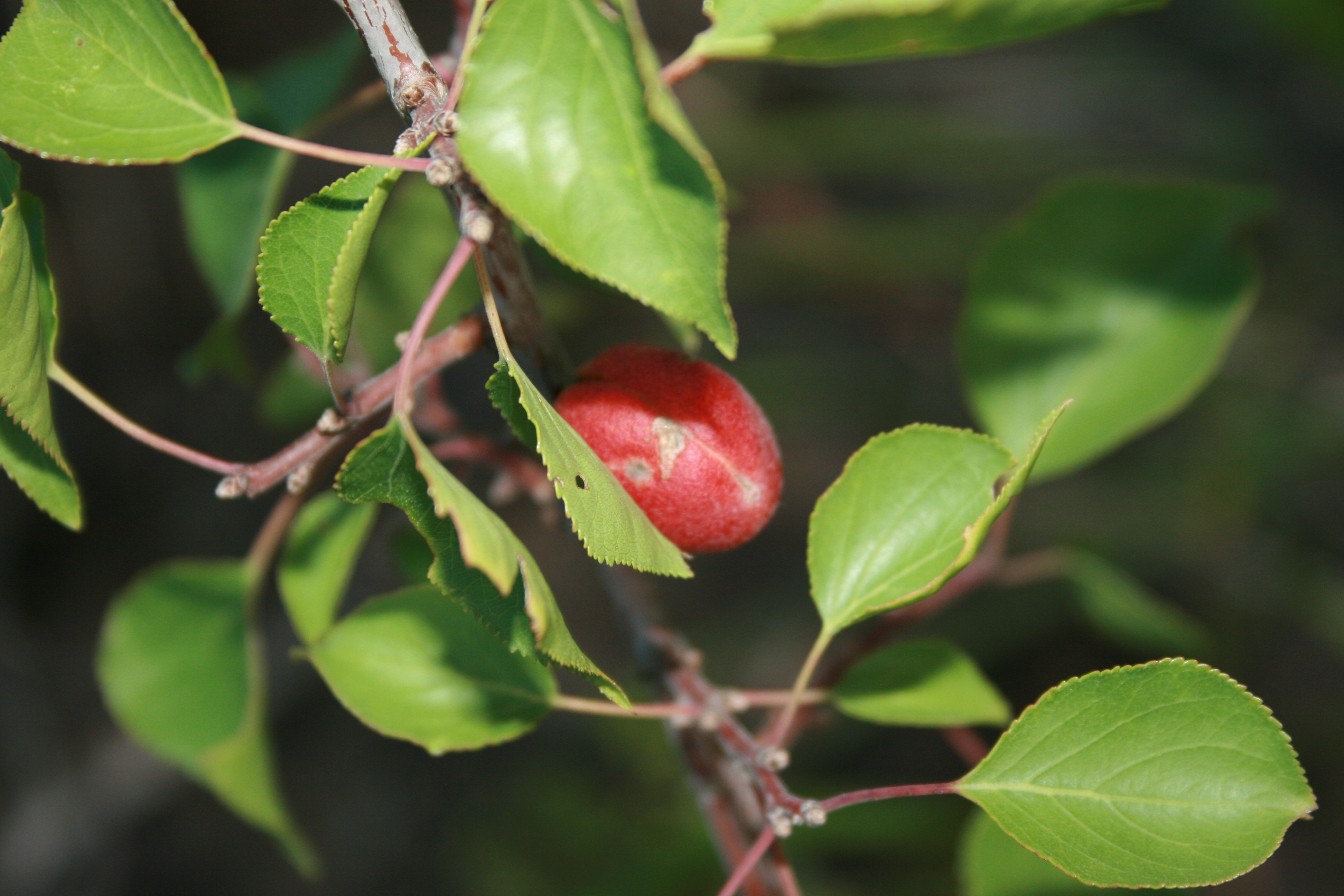